# Małoziemce
Małoziemce [mawɔˈʑɛmt͡sɛ] es un pueblo ubicado en el distrito administrativo de Gmina Wola Uhruska, dentro del Condado de Włodawa, Voivodato de Lublin, en Polonia oriental, cercano a la frontera con Ucrania. Se encuentra aproximadamente a 6 kilómetros al norte de Wola Uhruska, a 21 kilómetros al sur de Włodawa, y a 74 kilómetros al este de la capital regional Lublin.